# عبد الجليل وهبي
عبد الجليل وهبي (1921 - 16 أبريل 2005) هو شاعر لبناني.

## حياته ونشأته
شاعر لبناني يعود نسب عائلته إلى بلدة حاروف قضاء النبطية في الجنوب. ولد في حلب سنة 1921 بعد أخوين لم تكتب لهما الحياة، فألبسه أهله جلد خروف تيمناً بمقولة شعبية، ومضوا به إلى أحد رجال الدين طالبين تلاوة القرآن فوق رأسه تبركاً، لعل الله يكتب له العمر مديداً وسيعاً.
عاد الأهل إلى لبنان وانضم الولد عبد الجليل إلى تلامذة مدرسة حوض الولاية في بيروت، بعد فترة قصيرة أمضاها في تلقي دروس أولية لدى شيخ مجاور لمسكنه. حصته من الدراسة في حوض الولاية كانت شهادة البكالوريا. ومرحلة دراسية متقدمة في تلك الأيام، تدل دلالة واضحة على اهتمام الأهل بولدهم، كما تدل على ذكاء الولد أيضاً وعلى رغبته في العلم والتحصيل.
تزوج من المغنية اللبنانية تونسية الأصل وداد

## بداياته الشعرية
غلب الطابع الأدبي على الفتى، خصوصاً وأنه كانت للكلمة آنذاك مكانة وقيمة. مال إلى الشعر الشعبي يقرضه في كل مناسبة، ويعبر بواسطته عن مكنوناته الوجدانية والعاطفية، وقد اختار المنبري منه نظراً لما تميزت به شخصيته الناشئة من ثقة ووضوح وحب للتحدي. وهكذا وقف عبد الجليل وهبي فوق المنابر وهو بعد في السادسة عشرة من عمره، وراح يتدرج في نشاطه الشعري من مرحلة إلى مرحلة، إلى أن التقى الأسعدين، سابا والسبعلي، فأسس معهما ما عرف آنذاك بـ «عصبة الشعر»، وقد أغنى الثلاثة المستمعين والمتابعين بمباريات زجلية مشوقة.
وكانت لعبد الجليل لاحقاً لقاءات شعرية مختلفة مع شعراء الزجل في لبنان: علي الحاج القماطي، السيد محمد مصطفى، زين شعيب، موسى زغيب... وكان يمتاز بأنه شاعر ارتجالي لا يلجأ إلى التحضير بل يطلق «رداته» عفوية صادحة من دون تكلف أو حساب.

## في الإذاعة اللبنانية
لكن الحدث الأبرز في حياته الشعرية كان التحاقه سنة 1953 بالإذاعة اللبنانية، في السراي الحكومي، وكان من أقطابها آنذاك، ميشال خياط وحليم الرومي الذين طلبا إليه التخلي عن الشعر المنبري ذي القافية الواحدة والنغم المتواصل والمعاني المتداخلة، والانتساب إلى نادي القصيدة القصيرة المختصرة المتماسكة، منوعة القوافي، واضحة الصورة، محكمة الربط، والتي تستمر في النطق باللهجة اللبنانية مع التوفيق الواضح بين المحلية والإقليمية، بحيث يميل إليها الجميع: من المواطن والمقيم، إلى المستمع العربي في كل مكان. كل ذلك للمساهمة في ترسيخ الأغنية اللبنانية، التي حمل لواءها قبل سنوات قليلة من تلك الفترة الملحن المعروف نقولا المنّي، فوقفت جميلة محبوبة إلى جانب أختها الأغنية المصرية التي كانت تملأ الأسماع في كل مكان، ويميل إليها كل مطرب محترف، أو فنان ناشئ، أو مستمع هاوٍ... عمل الشاعرالنشيط بالنصيحة، وكرّت سبحة أغنياته لتكون على لسان كل مطرب من حليم الرومي إلى وديع الصافي إلى صباح إلى سعاد محمد إلى نور الهدى إلى زكية حمدان إلى نجاح سلام إلى وداد إلى نصري شمس الدين إلى سامي الصيداوي إلى مصطفى كريدية إلى محمد غازي إلى سميرة توفيق إلى نجيب السراج إلى صباح فخري إلى مها الجابري إلى فهد بلان، وصولاً إلى وردة ونجاة الصغيرة وفائزة أحمد، وإلى عبد الغني السيد وعبد العزيز محمود وعبد الحليم حافظ وفريد الأطرش.
سنة 1961 أنتخب عبد الجليل وهبي أول رئيس لجمعية المؤلفين والملحنين وناشري الموسيقى في لبنان، نظراً لما كان يتمتع به من مكانة أدبية ومن صداقات فنية.
وفي العام ذاته منح الوسام الذهبي العالمي - فخر فرنسا، لغزارة إنتاجه وشهرة أغانيه التي كانت قد بلغت 5000 أغنية (وقد تجاوزت هذا العدد بكثير بعد ذلك، كما تم منحه راتباً مدى الحياة يستمر بعده لأولاده لمدة 50 سنة).
سنة 1978 منح وسام الشرف من جمعية المؤلفين والملحنين وناشري الموسيقى في العالم. وفي العام 1998 منح وسام شرف آخر من الجمعية نفسها، واعتبر عضواً نهائياً فيها.

## مؤلفاته
1. شاعر المطلق (جزءان). نُشر بعد وفاته في العام 2006مـ.[2]

## وفاته
توفي يوم السبت الموافق السادس عشر من شهر نيسان سنة 2005م، حيث وري الثرى بعد ظهر نفس اليوم في جبانة بلدته حاروف

## وصلات خارجية
- موقع الشاعر عبد الجليل وهبي على الشبكة نسخة محفوظة 4 أكتوبر 2013 على موقع واي باك مشين.
- شاعر المطلق- عبد الجليل وهبي - الجزء الأول -أمير الزجل
- شاعر المطلق - عبد الجليل وهبي - الجزء الثاني - أمير الأغنية

## وصلة خارجية
عبد الجليل وهبي على قاعدة بيانات الأفلام العربية.